# Andres
Andres és un municipi francès situat al departament del Pas de Calais i a la regió dels Alts de França. L'any 2007 tenia 1.531 habitants.

## Demografia

### Població
El 2007 la població de fet d'Andres era de 1.531 persones. Hi havia 468 famílies de les quals 61 eren unipersonals (16 homes vivint sols i 45 dones vivint soles), 122 parelles sense fills, 244 parelles amb fills i 41 famílies monoparentals amb fills.
La població ha evolucionat segons el següent gràfic:
Habitants censats

### Habitatges
El 2007 hi havia 534 habitatges, 486 eren l'habitatge principal de la família, 29 eren segones residències i 19 estaven desocupats. Tots els 514 habitatges eren cases. Dels 486 habitatges principals, 411 estaven ocupats pels seus propietaris, 57 estaven llogats i ocupats pels llogaters i 18 estaven cedits a títol gratuït; 8 tenien una cambra, 13 en tenien dues, 43 en tenien tres, 114 en tenien quatre i 308 en tenien cinc o més. 376 habitatges disposaven pel capbaix d'una plaça de pàrquing. A 171 habitatges hi havia un automòbil i a 272 n'hi havia dos o més.

### Piràmide de població
La piràmide de població per edats i sexe el 2009 era:
| Homes | Edats   | Dones |
| ----- | ------- | ----- |
| 0     | 95 o +  | 0     |
| 0     | 90 a 94 | 8     |
| 0     | 85 a 89 | 8     |
| 4     | 80 a 84 | 16    |
| 0     | 75 a 79 | 12    |
| 12    | 70 a 74 | 8     |
| 32    | 65 a 69 | 20    |
| 12    | 60 a 64 | 24    |
| 8     | 55 a 59 | 24    |
| 56    | 50 a 54 | 36    |
| 76    | 45 a 49 | 72    |
| 68    | 40 a 44 | 76    |
| 48    | 35 a 39 | 56    |
| 40    | 30 a 34 | 64    |
| 36    | 25 a 29 | 48    |
| 76    | 20 a 24 | 40    |
| 96    | 15 a 19 | 72    |
| 64    | 10 a 14 | 80    |
| 48    | 5 a 9   | 60    |
| 44    | 0 a 4   | 32    |

## Economia
El 2007 la població en edat de treballar era de 1.041 persones, 710 eren actives i 331 eren inactives. De les 710 persones actives 593 estaven ocupades (359 homes i 234 dones) i 117 estaven aturades (50 homes i 67 dones). De les 331 persones inactives 73 estaven jubilades, 100 estaven estudiant i 158 estaven classificades com a «altres inactius».

### Ingressos
El 2009 a Andres hi havia 493 unitats fiscals que integraven 1.501 persones, la mediana anual d'ingressos fiscals per persona era de 15.364 €.

### Activitats econòmiques
Dels 28 establiments que hi havia el 2007, 1 era d'una empresa alimentària, 1 d'una empresa de fabricació d'altres productes industrials, 7 d'empreses de construcció, 4 d'empreses de comerç i reparació d'automòbils, 2 d'empreses d'hostatgeria i restauració, 1 d'una empresa de serveis, 4 d'entitats de l'administració pública i 8 d'empreses classificades com a «altres activitats de serveis».
Dels 10 establiments de servei als particulars que hi havia el 2009, 1 era una autoescola, 1 paleta, 1 fusteria, 1 lampisteria, 2 empreses de construcció, 3 perruqueries i 1 restaurant.
L'únic establiment comercial que hi havia el 2009 era una fleca.
L'any 2000 a Andres hi havia 9 explotacions agrícoles.

## Equipaments sanitaris i escolars
El 2009 hi havia 1 escola maternal i 1 escola elemental.

## Poblacions més properes
El següent diagrama mostra les poblacions més properes.